# Rijstratten
De rijstratten (Oryzomyini) vormen een groep (tribus) binnen de knaagdierenfamilie Cricetidae. Ze behoren tot de onderfamilie Sigmodontinae. Deze groep is verspreid over geheel Zuid- en Midden-Amerika, en in Noord-Amerika noordelijk tot New Jersey. Ze komen ook voor op de Galápagoseilanden en een aantal van de Antillen (bijvoorbeeld Jamaica, Curaçao, Saint Vincent en Sint-Lucia).
De indeling van de rijstratten is altijd een strijdpunt geweest. De grenzen met de Thomasomyini waren vaak onduidelijk (Megaoryzomys en Handleyomys fuscatus worden pas sinds kort in de Oryzomyini geplaatst) en de plaatsing van geslachten als Pseudoryzomys en Holochilus in de Oryzomyini of andere groepen werd vaak betwist. Later is vooral de positie van de geslachten Zygodontomys en Scolomys, die meestal tot de Oryzomyini gerekend worden, controversieel geworden. Volgens sommige onderzoeken behoren deze twee niet tot de Oryzomyini. Ook de indeling van de onbetwistbare soorten van de groep in geslachten is niet stabiel. Vaak werden zeer velen van de soorten in het ene geslacht Oryzomys geplaatst, zodat dit geslacht in de jaren 60 van de 20e eeuw gedegradeerd was tot een vergaarbak voor Oryzomyini die niet in een van de weinige andere erkende geslachten konden worden geplaatst.
Later werd een aantal groepen met duidelijke onderscheidende kenmerken, zoals Oligoryzomys en Oecomys, weer als aparte geslachten erkend - met als resultaat dat Oryzomys achterbleef als niet meer dan een groep Oryzomyini zonder duidelijke onderscheidende kenmerken. Ook genetische onderzoeken die na 2000 gepubliceerd zijn geven aan dat Oryzomys geen natuurlijke groep is, maar dat de soorten die nog in het geslacht zijn geplaatst niet bijzonder nauw verwant zijn (het geslacht was niet monofyletisch, maar polyfyletisch). In 2002 werd alvast een van de onzekere soorten van Oryzomys, O. intectus, naar een nieuw geslacht Handleyomys verplaatst (samen met Aepeomys fuscatus). In 2006 werd de opdeling van Oryzomys voltooid met de beschrijving van tien nieuwe geslachten voor allerlei groepen binnen Oryzomys.
Een aantal andere soorten werd voorlopig naar Handleyomys verplaatst. Oryzomys zelf heeft nu nog zes soorten, maar van één daarvan is de geldigheid onduidelijk. Het onderzoek leidde ook tot de ontdekking van vier hoofdgroepen binnen de Oryzomyini: Clade A (Scolomys en Zygodontomys), Clade B (Euryoryzomys, Oecomys, Handleyomys, Hylaeamys, Transandinomys en Nephelomys), Clade C (Neacomys, Microryzomys, Oreoryzomys en Oligoryzomys) en Clade D (Eremoryzomys, Oryzomys, Holochilus, Lundomys, Noronhomys, Pseudoryzomys, Sooretamys, Cerradomys, Nesoryzomys, Aegialomys, Amphinectomys, Nectomys, Melanomys, Sigmodontomys en waarschijnlijk Megalomys). Mindomys is ofwel een lid van Clade B ofwel de zustergroep van de gehele Oryzomyini.
De naam "rijstratten" is een letterlijke vertaling van de geslachtsnaam Oryzomys. Deze naam sloeg op het feit dat de eerste gevonden soort, Oryzomys palustris, soms voorkomt in rijstvelden. Vrijwel geen enkele andere soort komt echter in rijstvelden voor, hoewel een groot aantal de Engelse naam "rice rat" heeft. Rijst is overigens niet eens inheems in het verspreidingsgebied van de rijstratten.
De tribus omvat de volgende geslachten:
- Aegialomys
- Amphinectomys
- Casiomys
- Cerradomys
- Drymoreomys
- Eremoryzomys
- Euryoryzomys
- Handleyomys
- Holochilus
- Hylaeamys
- Lundomys
- Megalomys
- Megaoryzomys
- Melanomys
- Microakodontomys
- Microryzomys
- Mindomys
- Neacomys
- Nectomys
- Nephelomys
- Nesoryzomys
- Noronhomys
- Oecomys
- Oligoryzomys
- Oreoryzomys
- Oryzomys
- Pattonimus
- Pennatomys
- Pseudoryzomys
- Scolomys
- Sigmodontomys
- Sooretamys
- Tanyuromys
- Transandinomys
- Zygodontomys